# Saint-Perdoux, Dordogne
Saint-Perdoux är en kommun i departementet Dordogne i regionen Nouvelle-Aquitaine i sydvästra Frankrike. Kommunen ligger i kantonen Issigeac som tillhör arrondissementet Bergerac. År 2022 hade Saint-Perdoux 142 invånare.

## Befolkningsutveckling
Antalet invånare i kommunen Saint-Perdoux
Referens:INSEE